# Escuela Secundaria de la Universidad Normal de Nanjing
Escuela secundaria de la Universidad Normal de Nanjing, en Chino simplificado 南京師範大學附屬中學, o NSFZ, 南 師 附中 para abreviar, es una escuela secundaria ubicada en Nanjing, China. Fue fundada en 1902 y fue conocida como Escuela secundaria afiliada a la Universidad Nacional Central (國立 中央 大學 附屬中學) antes de 1949, y Escuela secundaria afiliada a la Universidad de Nanjing (南京大學 附屬中學) durante un breve período posterior, hasta 1952.
La escuela cuenta con dos campus. En su campus principal, alberga el campus de Nanjing de <i>Caulfield Grammar School</i>, una escuela australiana independiente, que ha dirigido un programa de internacionalismo en China desde 1998. Los estudiantes de Caulfield viven en el campus durante programas de cinco semanas, y durante este tiempo participan en visitas de dos días en casas de familia con estudiantes de la escuela secundaria afiliada a la Universidad Normal de Nanjing.
La escuela secundaria de la Universidad Normal de Nanjing es reconocida a nivel nacional y regional y recibió títulos y premios como Escuela secundaria modelo nacional, Escuela experimental de reforma de la educación básica (Ministerio de Educación). Entre las diez mejores escuelas de educación básica en China, Escuela secundaria de Jiangsu, Escuela modelo de Jiangsu y las cuatro mejores escuelas de la provincia de Jiangsu. La escuela también es miembro de International School Connection. En 2007, la escuela se convirtió en miembro del Bachillerato Internacional y ahora ofrece un Programa del Diploma del IB que se imparte en inglés. En un ranking de 2016 de escuelas secundarias chinas que envían estudiantes a estudiar en universidades estadounidenses, ocupó el puesto 22 en China continental en términos de la cantidad de estudiantes que ingresan a las mejores universidades estadounidenses.
La escuela establece varios programas de intercambio internacional en cooperación con Caulfield High School en Australia. Los estudiantes de los dos países viven juntos y tienen clases de chino e inglés. El programa no solo proporciona a los estudiantes un entorno de estudio internacional, sino que también promueve la relación entre los dos países.

## Educadores notables
- Liu Yizheng (柳 詒 徵) - historiador
- Hu Xiansu (胡先 驌) - botánico
- Chang Chi-yun (張 其 昀) - historiador, fundador de la Universidad de Cultura China y la Academia Nanhai, exministro de Educación de la República de China
- Hu Huanyong (胡 煥 庸) - demógrafo, fundador de la geografía poblacional de China
- Luo Jialun (羅家倫) - historiador, expresidente de la Universidad Nacional Central ( Universidad de Nanjing ) y la Universidad de Tsinghua

## Exalumnos notables

###### Política
- Kwoh-Ting Li (李國鼎): economista, exministro de Finanzas de la República de China, fundador del Parque Científico de Hsinchu. Fue conocido como el padre del milagro económico de Taiwán.
- Wang Daohan (汪道涵) - exalcalde de Shanghái, primer presidente de la Asociación para las Relaciones a Través del Estrecho de Taiwán

###### Academia
- Qu Bochuan (屈伯川) - químico, fundador de la Universidad Tecnológica de Dalian
- Wang Hao (王浩) - lógico, filósofo y matemático .
- Yuan Longping (袁隆平) - miembro de la Academia de Ciencias de China y la Academia de Ingeniería de China .
- Wang Gungwu (王 賡 武) - historiador, académico de la Academia Sinica, expresidente de la Universidad de Hong Kong

###### Cultura
- Ba Jin (巴金) - escritor, autor de La familia
- Yu Chi-chung (余紀忠), fundador de China Times

###### Militar
- Sun Yuanliang (孫元良) - ex general del Ejército Nacional Revolucionario